# Comunitat de municipis del País de Châteaulin i del Porzay
La Comunitat de municipis del País de Châteaulin i del Porzay (en bretó Kumuniezh kumunioù Bro Kastellin hag ar Porzhe) és una estructura intercomunal francesa, situada al departament del Finisterre a la regió Bretanya, al País de Cornualla. Té una extensió de 263,64 kilòmetres quadrats i una població de 15.725 habitants (2006).

## Composició
Agrupa 11 comunes :
1. Cast
2. Châteaulin
3. Dinéault
4. Ploéven
5. Plomodiern
6. Plonévez-Porzay
7. Port-Launay
8. Quéménéven
9. Saint-Coulitz
10. Saint-Nic
11. Trégarvan